# Смеђан
Смеђан (лат. Polyommatus admetus) је врста лептира из породице плаваца (лат. Lycaenidae).

## Опис врсте
Сличан је пругастом смеђану, али без изражене беле пруге с доње стране крила. Крупан је, препознатљив лептир код кога су и мужјаци и женке смеђи. Има бледу шару по рубу доње стране крила.

## Распрострањење и станиште
Код нас је редак, обично живи у сувим жбуновитим пределима, али се може наћи и на влажној земљи и поред река. Насељава јужну Европу. 

## Биљке хранитељке
Биљке хранитељке овог лептира су еспарзете (Onobrychis viciifolia, O. caput-galii).